# Technomyrmex allectus
Technomyrmex allectus é uma espécie de formiga do gênero Technomyrmex.